# Liste der Erzbischöfe von Nowgorod
Die folgenden Personen waren Bischöfe, Erzbischöfe und Metropoliten von Nowgorod (Russland):

## Bischöfe

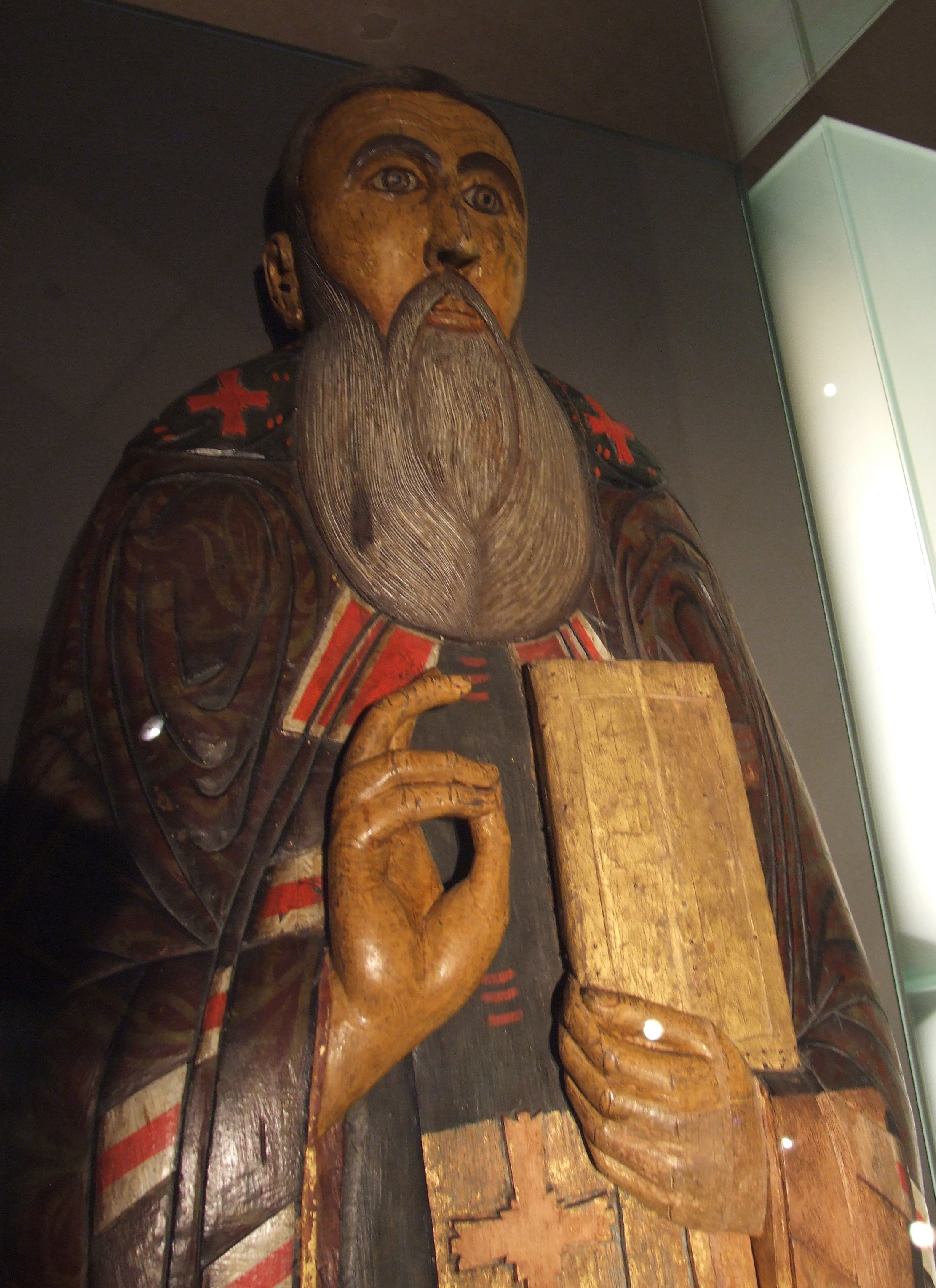
Johann II. von Nowgorod, Holzskulptur, 1559

- Ioakim Korsunianin (ca. 989–1030)
- Ephrem I. (1030–1035)
- Luka Schidjata (1035–1060)
- Stephan (1060–1068)
- Theodor (1069–1078)
- German (1078–1095)
- Nikita (1096–1108)
- Johann Pop'ian (1110–1130) († 1144)
- Niphont (1130–1156)
- Arkadi (1156–1163)
- Johann II. (1163–1165)

## Erzbischöfe von Nowgorod und Pskow
- Johannes II.  (1165–1186)
- Gabriel (1186–1193)
- Martirij Ruschanin  (1193–1199) – nur Bischof
- Mitrofan  (1199–1211)
- Antonij  (1211–1219)
- Mitrofan  (1219–1223) – erneut
- Arsenij  (1223–1225)
- Antonij  (1226–1228) – erneut
- Arsenij  (1228–1229) – erneut
- Spiridon  (1229–1249)
- Dalmat  (1249–1274)
- Kliment  (1274–1299)
- Feoktist  (1299–1308) († 1310)
- David  (1309–1325)
- Moisej  (1325–1330) († 1363)
- Wasilij Kalika  (1331–1352)
- Moisei  (1352–1359) († 1363) – erneut
- Aleksej  (1359–1388) († 1390)
- Johann II.  (1388–1415) († 1417)
- Simeon  (1415–1421)
- Feodosij I. (1421–1423) († 1425)
- Euthymius I.  (1423–1429)
- Euthymius II. (1429–1458)
- Iona  (1458 – 5. November 1470)
- Feofil  (1470–1480) († 1482/84?)
- Sergij (1483–1484)
- Gennadij (1484–1504)
- Serapion I. (1506–1509)
- Makarij I. (1526–1542) (auch Patriarch von Moskau)
- Feodosij II. (1542–1550)
- Pimen (1552–1570)
- Leonid (1571–1575)

## Metropoliten von Nowgorod undWelikije Luki
- Aleksandr (1576–1591)
- Warlaam (1592–1601)
- Isidor (1603–1619)

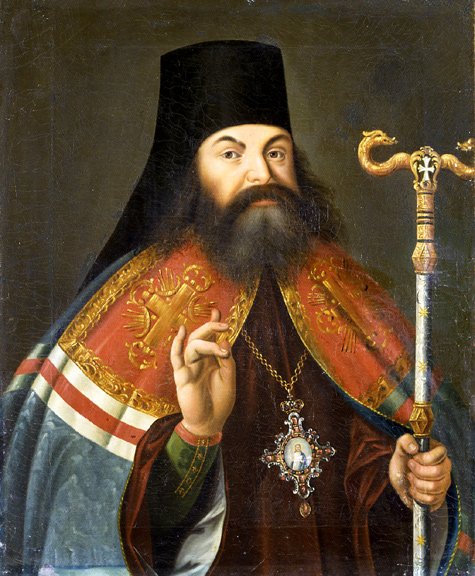
Theophan Prokopowitsch

- Makarij II. (1619–1626) (vorher Bischof von Wologda)
- Kiprian (1626–1634)
- Afonij (1635–1649)
- Nikon (1649–1652)
- Makarij III. (1652–1662)
- Pitirim (1664–1672)
- Ioakim (1672–1674)
- Kornilij (1674–1695)
- Ewfimij III.  (1695–1696)
- Iow (1697–1716)

- Feodosij III. Janowskij (1720–1725)
- Theophan Prokopowitsch (1725–1736)
- Amwrosij Juschkewitsch (1740–1745) (vorher Bischof von Wologda)
- Stefan Kalinoskij (1745–1753) (vorher Bischof von Pskow)
- Dmitrij Setschenow (1757–1767)
- Gabril Petrow (1799–1800) (vorher Bischof von St. Petersburg)
- Ambrosij Pogobegow (1818) (vorher Bischof von St. Petersburg)
- Feognost Lebedew (1892–1900) (danach Bischof von Kiew)
- Gurij Ochotin (1900–1910) (davor Bischof von Smolensk)
- Arsenij Staginzkij (1910–1933) (vorher Bischof von Pskow und danach Bischof von Taschkent)
- Aleksij Simanskij (1933) (danach Bischof von St. Petersburg)
- Benedikt Plotinkow (1933–1936) (vorher Bischof von Wologda und danach Bischof von Kasan)
  - Nikolaj Jaruschewitsch (1936–1940)
- Sergij Golubzow (1959–1967) (vorher Bischof von St. Petersburg)
- Aleksij (1986–1990)
- Lev Zerpizkij (1990 – heute)